# 싸이언 프라다
싸이언 프라다(CYON Prada)는 LG전자가 출시한 피처폰이다. 제품 개발 단계부터 프라다와 협력하여 개발되었다. ‘프라다 폰’이라는 별명으로 불리는 경우도 많다. LG 프라다를 대한민국 시장에 맞추어 마이너 체인지한 모델로, SK텔레콤 가입자용으로 제공된다.

## 기능
- 7.62 센티미터 (3인치)의 터치 스크린
- QVGA (400*240 픽셀)의 해상도
- 음악 재생 기능 (DRM으로 보호되는 MP3, DCF)
- 동영상 재생 기능 (MPEG4, H.263/H.264)
- 문서 보기 (TEXT 형식)
- DMB TV / DMB 라디오

## LG 프라다에서 제거된 기능
- 블루투스 2.0
- PPT, DOC, XLS, PDF 형식의 문서 보기 기능
- FM 라디오 기능
- 음악 다중 작업 (메시징, LB3100에서는 지원) 기능
- DRM이 적용되지 않는 음악 파일 형식의 재생 (SK텔레콤 DCF 형식의 파일만 지원)

## 규격
- 1.92M CMOS 카메라 / LED 플래시
- 동영상 촬영 QVGA 320*240=76800 화소
- 최대 2GiB까지 확장할 수 있는 메모리 슬롯 (마이크로 SD)
- 착탈식 1050mAh의 리튬-이온 폴리머 배터리
- USB 2.0에 대응하는 USB 대용량 기억 장치

## 수상
- 국제 포럼 디자인
- 레드 닷 디자인 어워드

## 사진

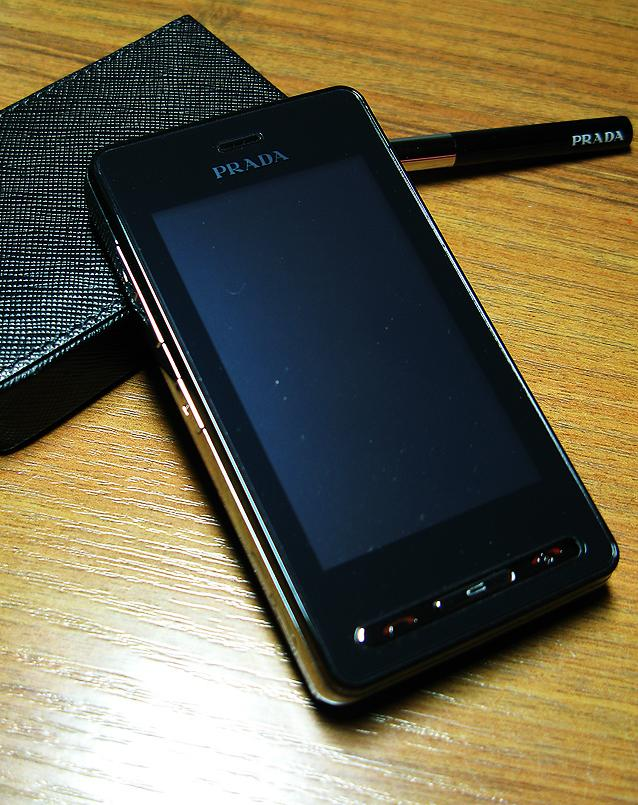
싸이언 프라다의 모습
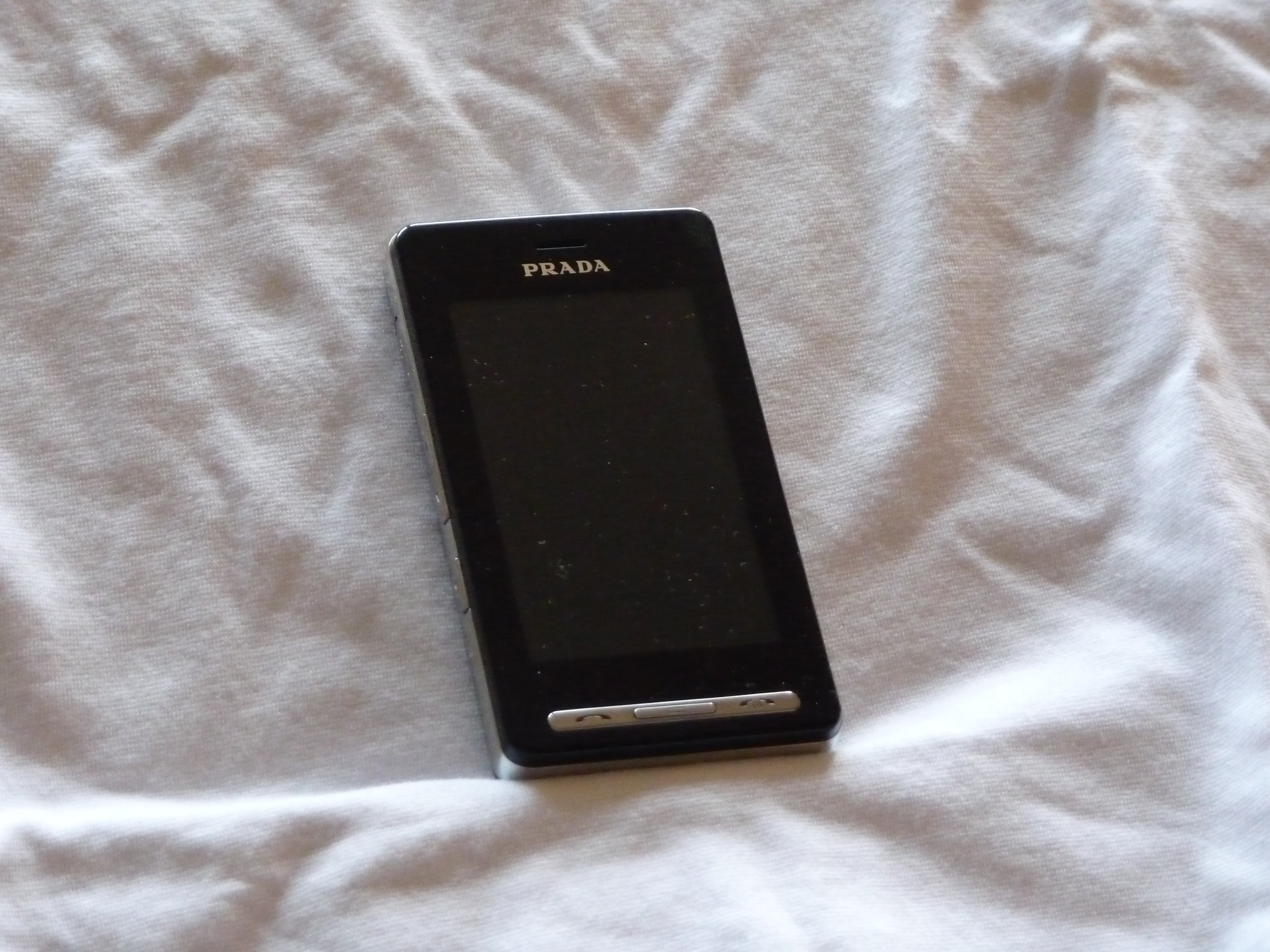
LG 프라다의 모습
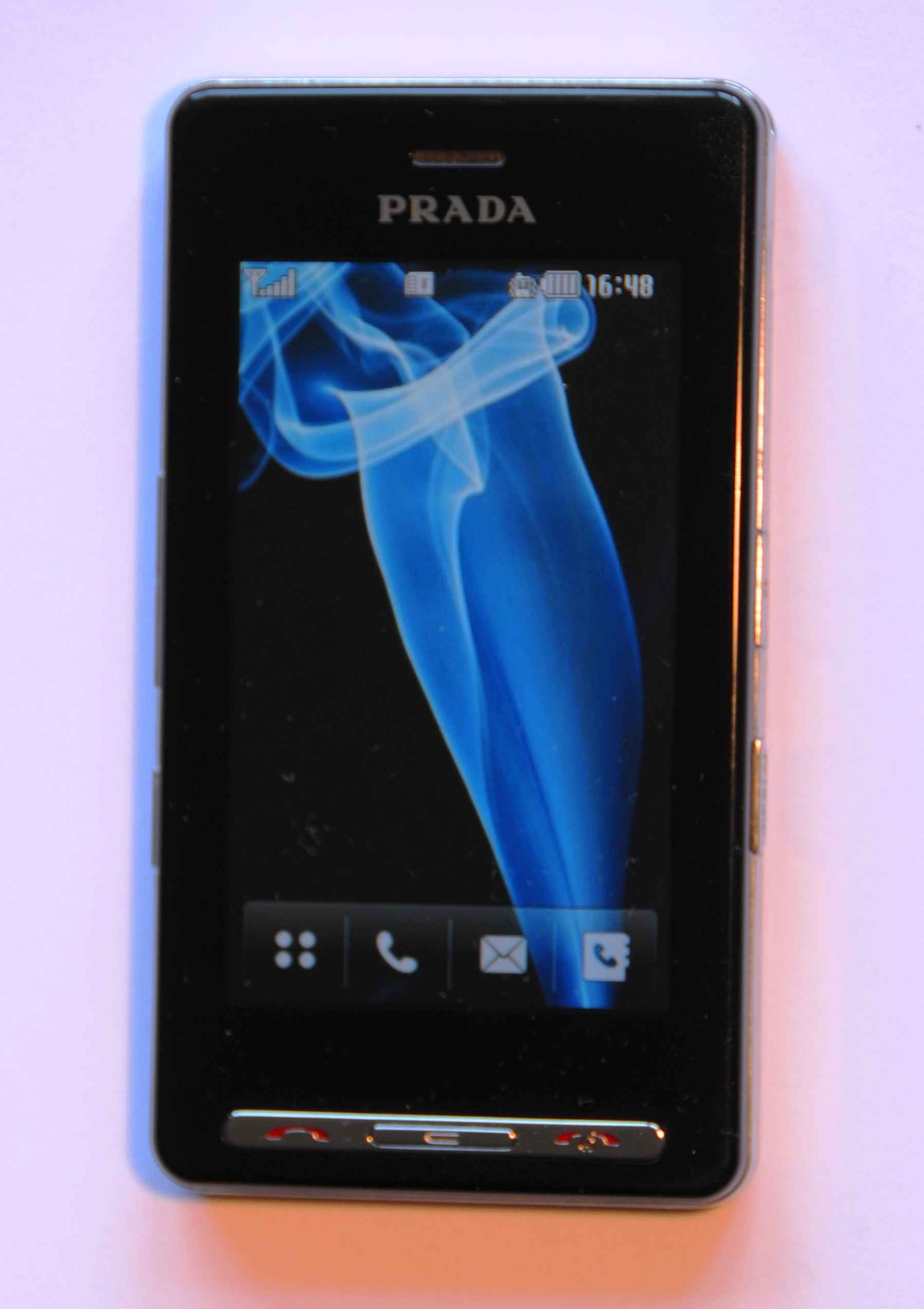
LG 프라다의 모습

## 같이 보기
- LG 프라다